# Polina Matveeva
Polina Valer'evna Matveeva (in russo Полина Валерьевна Матвеева?; Samara, 8 agosto 2002) è una pallavolista russa, palleggiatrice della Dinamo-Ak Bars.

## Palmarès

### Nazionale (competizioni minori)
- Campionato europeo under 16 2017
- Campionato europeo under 17 2018
- Campionato europeo under 19 2018

### Premi individuali
- 2018 - Campionato europeo under 17: Miglior palleggiatrice
- 2018 - Campionato europeo under 19: Miglior palleggiatrice